# Акт о вишим судовима 1981.
Акт о вишим судовима 1981. (енгл. Senior Courts Act 1981) јесте закон који је усвојио Парламент Уједињеног Краљевства којим је уређена организација и надлежност виших судова Енглеске и Велса.
До ступања на снагу Уставног реформског акта 2005. закон је био познат под називом Акт о Врховном суду 1981. (енгл. Supreme Court Act 1981) и дефинисао је Врховни суд Енглеске и Велса.

## Врховни суд Енглеске и Велса
Законом је било прописано да се Врховни суд Енглеске и Велса састоји од Апелационог, Високог и Краљевског суда. Предсједник Врховног суда је био лорд канцелар.
Апелациони суд се састојао од ex-officio судија и највише 18 редовних судија. Еx-officio судије су били: лорд канцелар, бивши лордови канцелари, редовни апелациони лордови, лорд главни судија, Master of the Rolls, предсједник Породичног одјељења и вицеканцелар. Редовне судије су носиле назив лордови апелационе судије (енгл. Lords Justices of Appeal). Апелациони суд се дијелио у два одјељења: Кривично одјељење — на челу са лордом главним судијом, и Грађанско одјељење — на челу са Master of the Rolls.
Високи суд се састојао од лорда канцелара, лорда главног судије, предсједника Породичног одјељења, вицеканцелара и највише 80 судија. Судије су носиле назив „судије Високог суда“ (енгл. Justices of the High Court). Високи суд се дијелио у три главна одјељења: Канцеларско одјељење — на челу са вицеканцеларом, Одјељење краљевског стола — на челу са лордом главним судијом, и Породично одјељење — на челу са предсједником Породичног одјељења. Такође, у саставу Канцеларског одјељења налазио се Патентни суд, док су се у саставу Одјељења краљевског стола налазили Адмиралитетски суд и Трговински суд.